# Madison Kennedy
Madison Kennedy (Avon, 23 dicembre 1987) è una nuotatrice statunitense.

## Palmarès
- Mondiali in vasca corta

Doha 2014: oro nella 4x50m sl mista; argento nella 4x50m sl e nella 4x100m sl.
Windsor 2016: oro nella 4x100m sl; bronzo nei 50m sl.
Hangzhou 2018: oro nella 4x50m sl e nella 4x50m sl mista.
- Giochi panamericani

Guadalajara 2011: oro nella 4x100m sl; bronzo nei 50m sl.
Toronto 2015: argento nella 4x100m sl.
Lima 2019: oro nella 4x100m sl mista; bronzo nei 50m sl.
- Universiade

Belgrado 2009: oro nella 4x100m sl e nella 4x100m misti; bronzo nei 100m sl.